# Абилин (Тексас)
Абилин (енгл. Abilene) град је у америчкој савезној држави Тексас. По попису становништва из 2010. у њему је живело 117.063 становника.

## Демографија
Према попису становништва из 2010. у граду је живело 117.063 становника, што је 1.133 (1,0%) становника више него 2000. године.
|                   | 2010.            | 2000.            |
| Укупно            | 117 063 (100,0%) | 115 930 (100,0%) |
| Белци             | 73 016 (62,37%)  | 79 712 (68,76%)  |
| Хиспаноамериканци | 28 666 (24,49%)  | 22 548 (19,45%)  |
| Афроамериканци    | 11 209 (9,575%)  | 10 215 (8,811%)  |
| Остали            | 2 220 (1,896%)   | 1 912 (1,649%)   |
| Азијати           | 1 952 (1,667%)   | 1 543 (1,331%)   |

## Партнерски градови
- Коринт